# Tsuruta
Tsuruta (鶴田町; Tsuruta-machi) és un poble del Japó situat a la prefectura d'Aomori.